# 社会的リンク論
社会的リンク論とは、鬼頭秀一によって提唱された理論。人間が社会的・経済的リンクと文化的・宗教的リンクのネットワークの中で、総体としての自然と関わりつつ、その両者が不可分な人間-自然系の中で、生業を営み、生活を行っている一種の理念型の状態を「かかわりの全体性」と呼ぶ。これに対して、その社会的・経済的リンクと文化的・宗教的リンクによるネットワークが切断され、自然から一見独立的に想定される人間が、人間から切り離されて認識された「自然」との間で部分的な関係を取り結ぶあり方を「かかわりの部分性」と称する。かかわりの全体性を文化的・宗教的リンクという精神的な面での自然とのかかわりにとどまらず、より広く、社会的・経済的リンクという人間の社会的活動を同様に重視し、精神的変革のみならず、社会的変革も射程に入れた形の理論が社会的リンク論である。
なお、社会的リンクとい用語は中岡哲郎が製鉄技術の技術移転の歴史を技術の社会的基盤、文脈の観点から解読し分析する概念装置として使われている「技術の社会経済的リンク」に由来している。
「切り身」と「生身」という言葉で具体例が示されよう。例えば日々の食事での肉料理の材料となる肉は、おおむねスーパーマーケットで肉片をパック詰めされたものを買ってきている。その肉の切り身のもととなった動物がどういう形で育てられ、屠殺されたのか、どのような流通経路によってそのスーパーに運ばれたのかという、さまざまな社会的・経済的リンクを全く知らずに、そうしたリンクから全く切り離された形で消費者の食卓に来ている。こうしたさまざまなリンクのネットワークをつなげていくこと、かかわりの全体性の回復が環境問題の解決に重要な鍵となるとされる。これをつなげるため、ニワトリを殺して食べる教育実践などは特に文化的・宗教的リンクのネットワークの回復を目指していると言ってよいが、社会的・経済的リンクのネットワークの側面も同時に重要である。というのも、この授業を受けた生徒たちは家に帰れば、相変わらず従来の「切り身」の関係の中で食生活を続けざるをえないからである。この授業実践は、精神面での変革から社会的変革をも実現しようとする意味で、ディープ・エコロジー的な試みといえる。